# Феоктистов, Егор Николаевич
Егор Николаевич Феоктистов (род. 22 июня 1993 года, Белорецк) — российский волейболист, доигровщик новокуйбышевской «Новы», чемпион Европы (2017), мастер спорта международного класса.

## Карьера
В детстве Егор Феоктистов увлекался горнолыжным спортом, а целенаправленно заниматься волейболом начал с 15 лет благодаря своему отцу и по совместительству первому тренеру Николаю Юрьевичу. Во время ветеранского турнира в Уфе он попросил одного из местных тренеров посмотреть сына. В 2008 году Егор Феоктистов поступил в уфимскую школу-интернат № 5 спортивного профиля, в 2011 году начал игровую карьеру в составе команды «Динамо-Урал» в первой лиге чемпионата России, а с осени того же года выступал за «Беркутов Урала» в Молодёжной лиге.
В 2012 году Егор Феоктистов был приглашён Сергеем Шляпниковым в молодёжную сборную России, но из-за травмы спины остался вне заявки на чемпионат Европы. Спустя год он был выбран капитаном молодёжной сборной и выиграл с командой под руководством Михаила Николаева золото мирового первенства в Турции. Егор вошёл в символическую сборную турнира как лучший доигровщик, став по результативности вторым в российской команде после диагонального Виктора Полетаева, а по проценту реализации атакующих действий (49,03) — пятым среди всех игроков турнира.
Спустя два месяца после этой победы Егор Феоктистов начал выступления за «Урал» в Суперлиге, с марта 2014 года регулярно выходил в стартовом составе уфимской команды, в 2021—2023 годах был её капитаном.
В мае 2014 года в паре с Ярославом Остраховским принимал участие в первом этапе чемпионата России по пляжному волейболу. В составе команды Башкирского аграрного университета Феоктистов в 2014 году стал серебряным призёром IV Всероссийской летней Универсиады, в 2015-м — победителем первенства России среди студентов.
В июле 2015 года Егор Феоктистов выиграл золотую медаль на Универсиаде в Кванджу, а в августе, выполняя функции капитана старшей молодёжной сборной России, стал победителем чемпионата мира U23 в Дубае.
9 июня 2017 года в По дебютировал за сборную России в матче Мировой лиги с командой Франции, а в сентябре в её составе завоевал золотую медаль на чемпионате Европы в Польше. Выходил на площадку в двух матчах против сборной Словении, совершив 2 ошибки в 3 подачах, но при этом помог команде отыграть сетбол во втором сете матча группового этапа при счёте 23:24. 
В 2024 году впервые в карьере сменил клуб, став игроком новокуйбышевской «Новы».